# Elecciones generales de Kuwait de 1981
Elecciones parlamentarias tuvieron lugar en Kuwait el 23 de febrero de 1981. Un total de 447 candidatos se postularon para la elección, en la cual los candidatos progobierno mantuvieron el bloque mayoritario en el parlamento. La participación electoral fue el 89,8%.

## Resultados
| Partido                | Votos  | %   | Escaños | +/– |
| ---------------------- | ------ | --- | ------- | --- |
| Candidatos progobierno |        |     | 28      | +7  |
| Independientes         |        |     | 8       | +2  |
| Candidatos sunitas     |        |     | 7       | +1  |
| Candidatos chiitas     |        |     | 4       | -6  |
| Oposición secular      |        |     | 3       | -4  |
| Votos nulos/blancos    | –      | –   | –       |     |
| Total                  | 37,689 | 100 | 50      | 0   |
| Fuente: Nohlen et al.  |        |     |         |     |